# Marie Zakrzewska

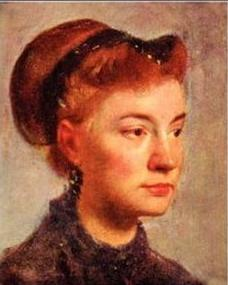
Maria Zakrzewska, um 1860

Maria Elizabeth Zakrzewska (* 6. September 1829 in Berlin; † 12. Mai 1902 in Jamaica Plain, Massachusetts) war eine US-amerikanische Ärztin und Frauenrechtlerin.

## Leben
Maria Elizabeth Zakrzewska war die älteste Tochter von sechs Kindern des polnischen Aristokraten Ludwig Martin Zakrzewski und dessen deutschstämmiger Ehefrau Caroline Fredericke Wilhelmina Urban. Ihre Großmutter war eine bekannte Tierärztin und ihre Mutter eine renommierte Hebamme.
Maria Zakrzewska absolvierte zunächst eine Ausbildung zur Hebamme. Schon im Alter von 22 Jahren war Maria Zakrzewska die Direktorin an der Charité-Klinik für Hebammen, einem traditionsreichen Krankenhaus in Berlin. Wegen ihrer Jugend und ihres Geschlechts wurde sie jedoch immer häufiger Ressentiments ihrer männlichen Kollegen ausgesetzt, so dass sie schließlich in die Vereinigten Staaten emigrierte – auf der Suche nach mehr Chancengleichheit.
Kurz darauf begann sie ihr Medizinstudium an den Hobart and William Smith Colleges in Geneva und bestand als beste Studentin ihres Jahrgangs (1856) das Doktorexamen. Schon während des Studiums arbeitete Zakrzewska in einer Ambulanz in einem der ärmeren Viertel von New York City, in Lower Manhattan, gemeinsam mit der Ärztin Elizabeth Blackwell. Im Jahr darauf fand „Dr. Zak“ eine Anstellung am New Yorker Frauen- und Kinderkrankenhaus Women's Medical College, gegründet von der ersten amerikanischen Ärztin Elizabeth Blackwell, das ausschließlich von Frauen geleitet wurde. Später wurde ein medizinisches College angegliedert, um Frauen die Ausbildung zur Ärztin zu erleichtern. Die Ausbildung war rigoros. Zu den angehenden Ärztinnen gehörten etwa Sophia Jex-Blake (1840–1912) und Elizabeth Garrett Anderson (1836–1917).
Im Jahr 1862 gründete Maria Zakrzewska in Boston das Schul-Krankenhaus New England Hospital for Women and Children für Geburtshilfe, Gynäkologie und Kinderheilkunde sowie eine Schule für Krankenschwestern. In der Gründungsurkunde dieses Frauen- und Kinderkrankenhauses ließ sie ausdrücklich vermerken, dass die Ausbildung von Krankenschwestern eines der fundamentalsten Ziele der Anstalt sein sollte. Die Ausbildung dauerte damals sechs Monate, denen sich ein Probemonat anschloss, bis die Schwestern ein kleines Gehalt, freie Unterkunft und freien Wäschedienst erhielten. Im Jahre 1879 absolvierte die erste afro-amerikanische Frau, Mary Eliza Mahoney, als Jahrgangsbeste das Examen zur staatlichen Krankenschwester.